# آب‌انبار مقیسه
آب‌انبار مقیسه مربوط به دوره قاجار است و در روستای مقیسه از توابع بخش باشتین شهرستان داورزن روستای مقیسه واقع شده و این اثر در تاریخ ۱۸ اسفند ۱۳۸۷ با شمارهٔ ثبت ۲۴۹۷۴ به‌عنوان یکی از آثار ملی ایران به ثبت رسیده است.